# 鳥栖フューチャーズの選手一覧
鳥栖フューチャーズの選手一覧は、かつて存在した鳥栖フューチャーズに所属していた選手・監督・コーチの一覧。
- 太字はフューチャーズ解散後、サガン鳥栖に参加した選手。

## 監督
- 桑原隆
- ネルソン・アグレスタ
- イヴァン・チャブリノヴィッチ：元ユーゴスラビア代表監督

## GK
- 阿部雄二
- 加藤竜二
- 新多勝
- 高嵜理貴
- 橋本亮一
- 平田靖彦
- 松永成立：元日本代表

## DF
- 石井豊
- 石橋眞和
- 今岡茂人
- 大塚雅彦
- 工藤圭司
- 小林悟
- 澤寿彦
- 渋谷洋樹
- 島岡健太
- 鈴木俊
- 中込正行
- 中三川哲治
- 前田浩二
- 松田悦典
- 三浦雅之
- 山崎展弘
- 米山隆一
- ステファン・タタウ：元カメルーン代表
- ゾラン・ミリンコヴィッチ

## MF
- 粟倉慎二
- 安道直弥
- 池ノ上俊一
- 岩科信秀
- 大森征之
- 河本充弘
- 佐渡谷聡
- 砂山勇
- 田中哲也
- 南禅二
- 森下仁之
- 森保洋
- 山田賢治
- 山本広道
- 上原エドウィン
- エクトル・エンリケ：元アルゼンチン代表
- 張外龍：元韓国代表
- セルヒオ・バティスタ：元アルゼンチン代表
- フェルナンド・バティスタ
- ウーゴ・マラドーナ
- ゾラン・マリチッチ
- マリオ・ロペス

## FW
- 青嶋文明
- 阿部良則
- 小原武志
- 亀田明広
- 須股一男
- 谷中治
- 松崎英二
- 簔口祐介
- 森純一
- ホルヘ・アルベーロ
- アレクサンダル・ゼレノヴィッチ
- ペドロ・パスクリ：元アルゼンチン代表
- ホルヘ・デリー・バルデス：元パナマ代表
- ドラギシャ・ビニッチ：元ユーゴスラビア代表